# Prolaz La Désirade
Prolaz La Désirade (fra. Canal de La Désirade) je tjesnac na Karibima. Odvaja otok La Désirade, od Grande-Terrea (Gvadalupa).

## Povijest
Vode prolaza La Désirade dugo su bile poznate kao vrlo opasne, a prijelazi su bili povijesno opasni, barem do dolaska novih trajektnih brodova.
No, postoji i, možda prije svega, povijesni razlog vezan za činjenicu da je u osamnaestom stoljeću na otoku La Désirade bio leprozorij. Osim toga, otok se koristio i kao zemlja progonstva za nepoželjne s kraljevog dvora.

## Vanjske poveznice
|  | Zajednički poslužitelj ima još gradiva o temi Prolaz La Désirade |